# Dosta pljačke
Dosta pljačke je koalicija političkih stranaka okupljenih oko Živog Zida stvorena pred parlamentarne izbore 2020. u Republici Hrvatskoj

## Članovi
Koalicija se sastoji od 6 političkih stranaka i jedne nezavisne liste.
- Živi zid
- Promijenimo Hrvatsku
- Nezavisna lista Stipe Petrine
- Hrvatska seljačka stranka Stjepan Radić
- Akcija mladih
- Hrvatska stranka svih Čakavaca, Kajkavaca i Štokavaca
- Stranka Ivana Pernara